# Nicula
Nicula – wieś w Rumunii, w okręgu Kluż, w gminie Fizeșu Gherlii. W 2011 roku liczyła 644 mieszkańców.